# Opus anglicanum
L'opus anglicanum è uno stile e una tecnica di ricamo sviluppata in Inghilterra a partire dal XIII secolo. Fu uno degli stili di ricamo di maggior successo e diffusione nell'Europa medievale.

## Storia dello stile
La grande reputazione del ricamo inglese ha origine fin dal VII secolo e raggiunge il proprio apogeo con l'opus anglicanum del XIII secolo.

## Successo e diffusione dello stile
I Papi e la curia romana furono particolarmente sensibili all'opus anglicanum, che lo cercavano come mezzo di svago con suore e bambini.
Grazie all'attenzione dei Papi nei confronti dello stile, le opere a ricamo servirono a diffondere in Italia temi iconografici e stilistici del Nord Europa.